# Cycliste néerlandais de l'année

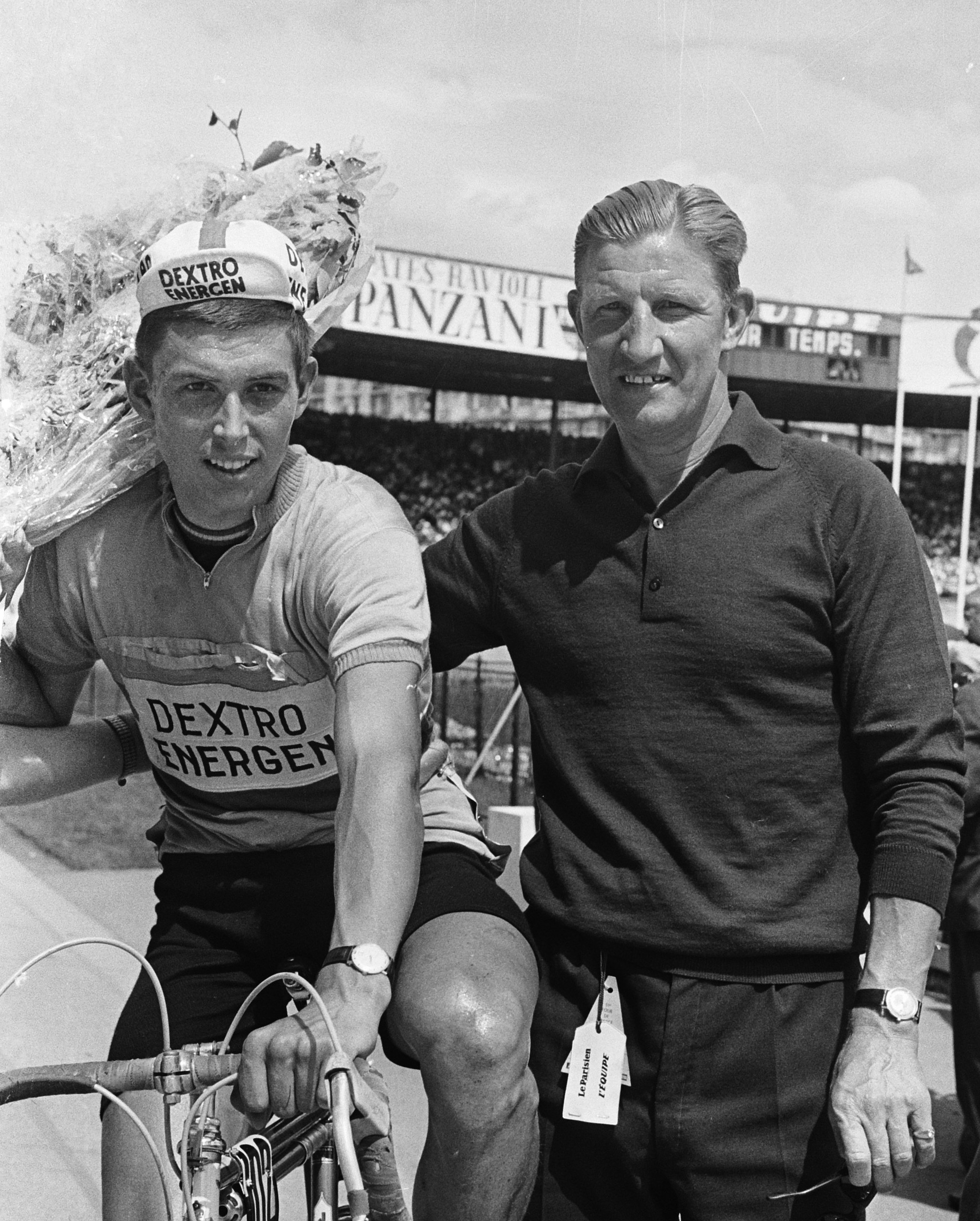
Le trophée pour le cycliste masculin est nommé en l'honneur de Gerrit Schulte (à droite), ici avec Gerben Karstens en 1964. Ce dernier a été honoré l'année suivante avec le Toboga Bokaal du meilleur jeune cycliste.

Le Cycliste néerlandais de l'année, est un prix annuel décerné par le Club 48. Il récompense en fin de saison les meilleurs cyclistes néerlandais de l'année. Il est attribué chaque année depuis 1955.
Le Club 48 est une association d'anciens cyclistes néerlandais et d'autres personnalités importantes du monde du cyclisme. Il est nommé d'après l'année du titre mondial en poursuite du cycliste néerlandais Gerrit Schulte.
Les prix sont attribués dans quatre catégories différentes. Le Keetie van Oosten-Hage Trofee est décerné pour la meilleure cycliste et porte le nom de la sextuple championne du monde Keetie van Oosten-Hage. Le Gerrit Schulte Trofee récompense le meilleur cycliste masculin et est nommé en l'honneur du champion du monde sur piste Gerrit Schulte. Le prix du meilleur espoir s'appelait à l'origine Toboga Bokaal, mais le champion du monde sur route 1978 Gerrie Knetemann donna son nom à la récompense à la suite de sa mort en 2004.
Entre 2009 et 2014, le Peter Post Carrièreprijs est également accordée pour récompenser l'ensemble d'un carrière ou comme prix spécial. Il est nommé depuis 2011 en l'honneur de Peter Post, cycliste puis directeur sportif.
En 2015, Elis Ligtlee devient la première femme en 54 ans à recevoir le prix de meilleur jeune.

## Gerrit Schulte Trofee (hommes)
| - 1955 : Arie van Vliet - 1956 : Frans Mahn - 1957 : Jan Derksen - 1958 : Gerrit Schulte - 1959 : pas attribué - 1960 : Ab Geldermans - 1961 : Michel Stolker - 1962 : Jo de Roo - 1963 : Peter Post - 1964 : Jan Janssen - 1965 : Jan Janssen - 1966 : Jan Janssen - 1967 : Jan Janssen - 1968 : Jan Janssen - 1969 : pas attribué - 1970 : Peter Post - 1971 : Leijn Loevesijn - 1972 : Joop Zoetemelk - 1973 : Joop Zoetemelk - 1974 : Roy Schuiten - 1975 : Hennie Kuiper - 1976 : Joop Zoetemelk - 1977 : Hennie Kuiper - 1978 : Joop Zoetemelk | - 1979 : Joop Zoetemelk - 1980 : Joop Zoetemelk - 1981 : Joop Zoetemelk - 1982 : Joop Zoetemelk - 1983 : Jan Raas - 1984 : Gerrie Knetemann - 1985 : Joop Zoetemelk - 1986 : Adrie van der Poel - 1987 : Erik Breukink - 1988 : Steven Rooks - 1989 : Jelle Nijdam - 1990 : Erik Breukink - 1991 : Frans Maassen - 1992 : Frans Maassen - 1993 : Erik Breukink - 1994 : Erik Breukink - 1995 : Danny Nelissen - 1996 : Jeroen Blijlevens - 1997 : Léon van Bon - 1998 : Michael Boogerd - 1999 : Michael Boogerd - 2000 : Erik Dekker - 2001 : Erik Dekker - 2002 : Michael Boogerd | - 2003 : Michael Boogerd - 2004 : Erik Dekker - 2005 : Pieter Weening - 2006 : Michael Boogerd - 2007 : Lars Boom - 2008 : Robert Gesink - 2009 : Robert Gesink - 2010 : Robert Gesink - 2011 : Bauke Mollema - 2012 : Niki Terpstra - 2013 : Bauke Mollema - 2014 : Tom Dumoulin - 2015 : Tom Dumoulin - 2016 : Tom Dumoulin - 2017 : Tom Dumoulin - 2018 : Tom Dumoulin - 2019 : Mathieu van der Poel - 2020 : Mathieu van der Poel - 2021 : Harrie Lavreysen - 2022 : Dylan van Baarle - 2023 : Mathieu van der Poel - 2024 : Mathieu van der Poel |

## Keetie van Oosten-Hage Trofee (femmes)
| - 1976 : Keetie van Oosten-Hage - 1977 : Keetie van Oosten-Hage - 1978 : Keetie van Oosten-Hage - 1979 : Petra de Bruin - 1980 : Petra de Bruin - 1981 : Hennie Top - 1982 : Hennie Top - 1983 : Mieke Havik - 1984 : Mieke Havik - 1985 : Heleen Hage - 1986 : Connie Meijer - 1987 : Heleen Hage - 1988 : Monique Knol - 1989 : Monique Knol - 1990 : Leontien van Moorsel - 1991 : Leontien van Moorsel - 1992 : Ingrid Haringa | - 1993 : Leontien van Moorsel - 1994 : Ingrid Haringa - 1995 : Maria Jongeling - 1996 : Ingrid Haringa - 1997 : Mirella van Melis - 1998 : Leontien van Moorsel - 1999 : Leontien van Moorsel - 2000 : Leontien van Moorsel - 2001 : Leontien van Moorsel - 2002 : Suzanne de Goede - 2003 : Leontien van Moorsel - 2004 : Leontien van Moorsel - 2005 : Suzanne de Goede - 2006 : Marianne Vos - 2007 : Marianne Vos - 2008 : Marianne Vos - 2009 : Marianne Vos | - 2010 : Marianne Vos - 2011 : Marianne Vos - 2012 : Marianne Vos - 2013 : Marianne Vos - 2014 : Marianne Vos - 2015 : Anna van der Breggen - 2016 : Anna van der Breggen - 2017 : Annemiek van Vleuten - 2018 : Anna van der Breggen - 2019 : Annemiek van Vleuten - 2020 : Anna van der Breggen - 2021 : Annemiek van Vleuten - 2022 : Annemiek van Vleuten - 2023 : Demi Vollering - 2024 : Marianne Vos |

## Gerrie Knetemann Trofee (espoirs)
(avant 2004 : Toboga Bokaal)
| - 1961 : Henk Nijdam - 1962 : Arie den Hartog - 1963 : Jan Janssen - 1964 : Tiemen Groen - 1965 : Gerben Karstens - 1966 : Eddy Beugels - 1967 : Fedor den Hertog - 1968 : Jan Krekels - 1969 : Joop Zoetemelk - 1970 : Jo van Pol - 1971 : Cees Priem - 1972 : Hennie Kuiper - 1973 : Kees Bal - 1974 : Gerrie van Gerwen - 1975 : André Gevers - 1976 : Henk Lubberding - 1977 : Johan van der Velde - 1978 : Jo Maas - 1979 : Ad Wijnands - 1980 : Adrie van der Poel - 1981 : Peter Winnen - 1982 : Gerard Veldscholten | - 1983 : Maarten Ducrot - 1984 : Erik Breukink - 1985 : Nico Verhoeven - 1986 : John Talen - 1987 : Johannes Draayer - 1988 : Frans Maassen - 1989 : Patrick Tolhoek - 1990 : Eddy Bouwmans - 1991 : Wilco Zuyderwijk - 1992 : Erik Dekker - 1993 : Léon van Bon - 1994 : Max van Heeswijk - 1995 : Steven de Jongh - 1996 : Michael Boogerd - 1997 : Johan Bruinsma - 1998 : Karsten Kroon - 1999 : Marcel Duijn - 2000 : Bram Tankink - 2001 : Arno Wallaard - 2002 : Bobbie Traksel - 2003 : Thomas Dekker - 2004 : Theo Bos | - 2005 : Lars Boom - 2006 : Sebastian Langeveld - 2007 : Robert Gesink - 2008 : Coen Vermeltfoort - 2009 : Dennis van Winden - 2010 : Tom Dumoulin - 2011 : Lars van der Haar - 2012 : Moreno Hofland - 2013 : Mathieu van der Poel - 2014 : Wilco Kelderman - 2015 : Elis Ligtlee - 2016 : Sam Oomen - 2017 : Fabio Jakobsen - 2018 : Harrie Lavreysen - 2019 : Lorena Wiebes - 2020 : Ceylin Alvarado - 2021 : Mick van Dijke - 2022 : Fem van Empel - 2023 : Puck Pieterse - 2024 : Tibor Del Grosso |

## Club 48 Bokaal (VTT/Cyclo-cross)
| - 1995 : Bart Brentjens - 1996 : Bart Brentjens - 1997 : Adrie van der Poel - 1998 : Richard Groenendaal - 1999 : Bas van Dooren - 2000 : Richard Groenendaal - 2001 : Bart Brentjens | - 2002 : Bart Brentjens - 2003 : Bart Brentjens - 2004 : Bart Brentjens - 2005 : Bart Brentjens - 2006 : Bart Brentjens (n'est plus attribué) |

## Peter Post Carrièreprijs (prix spécial)
- 2009 : Richard Groenendaal
- 2010 : pas attribué
- 2011 : Joop Zoetemelk
- 2012 : Rabobank
- 2013 : pas attribué
- 2014 : Bart Brentjens